# Eupithecia sucidata
Eupithecia sucidata är en fjärilsart som beskrevs av Heinrich Benno Möschler 1886. Eupithecia sucidata ingår i släktet Eupithecia och familjen mätare. Inga underarter finns listade i Catalogue of Life.